# جراحة افتراضية

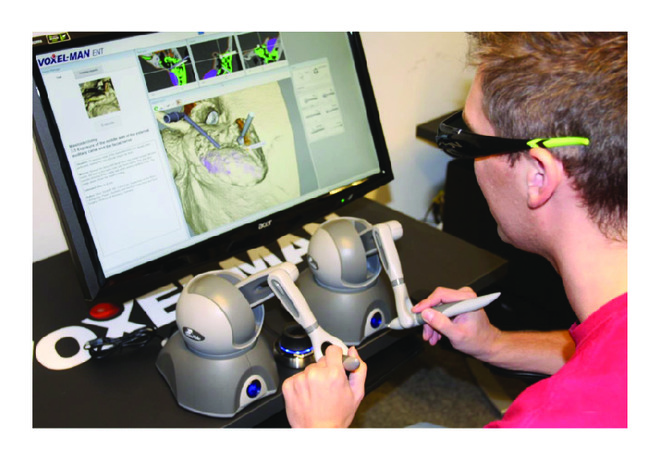
صورة توضيحية لمحاكاة الجراحة عبر الواقع الافتراضي

الجراحة الافتراضية هو مصطلح يشير إلى محاكاة واقع افتراضي للعمليات الجراحية.
تستخدم تلك المحاكاة غالبًا في التدريب على الجراحات الخطرة دون الحاجة إلى مريض حقيقي. وتستخدم محاكاة الواقع الافتراضي كإجراء مناظر للجراحة الفعلية بحيث يتدرب الأطباء على مريض افتراضي قبل إجراء الجراحة.
من أنواع الجراحات التي يشيع فيها استخدام المحاكاة جراحة المنظار حيث لا يمكن للجراح أن يرى فعليًا العملية التي تتم. وتستخدم الجراحة الافتراضية شاشة كمبيوتر تعرض صورة ثلاثية الأبعاد تبين العضو الذي تجرى عليه الجراحة. ويتم توصيل مختلف الأدوات الجراحية أو القفازات بـ مستشعر حركة ولمسيات أو آليات حاسة اللمس حيث يمكن للمستخدم أن يشعر فعليًا بالاختلاف في النسيج والأعضاء الممثلة في المحاكاة. ويمكن للمستخدم أن "يقوم بالجراحة على الأعضاء الافتراضية مستخدمًا الأدوات ببراعة، وتظهر تلك الأدوات على الشاشة أيضًا بينما يقوم المستخدم بتحريكها، كما تنتج الأدوات ارتداد قوة وكشف تصادمات لتبين للمستخدم عندما تقوم بدفع أو تحريك بعض الأعضاء أو الأنسجة. وعند إدخال بيانات من صور التصوير المقطعي المحوسب (CT) وتصوير الرنين المغناطيسي (MRI) يمكن نسخ المريض في البيئة الافتراضية. وتكمن فائدة هذا النوع من المحاكاة في أن الجراحين يتدربون على إجراء الجراحات عدة مرات دون الحاجة إلى استخدام الجثث أو الحيوانات. وتقدم محاكاة الجراحة تقييمًا موضوعيًا لبراعة الجراح بالإضافة إلى المزيد من الأنشطة التدريبية المكثفة. كما قد تسمح بمحاكاة للحالات المرضية النادرة وقد تحاكي التفاعل مع الأعضاء المختلفة. ويمكن إدخال المضاعفات أثناء الجراحة لاختبار المستخدم فيما قد يحدث في الواقع. ويصبح الطلاب المدربون افتراضيًا أكثر براعة ويرتكبون أخطاءً أقل ومن ثم يكونون معدين إعدادًا أفضل للمساعدة أثناء الجراحة.
تم إجراء أول جراحة افتراضية (حيث تم إجراء الجراحة الفعلية عقب التدريب الافتراضي) يوم 17 أغسطس 2009 عندما قام الطبيب ديفيد كلارك في نوفاسكوشا، بهاليفاكس باستئصال ورم في المخ بعد 24 ساعة من إزالة ورم افتراضي.